# Katarina Firanj
Katarina Firanj r. Pletikosić je hrvatska književnica iz Vojvodine. Piše lirske pjesme, dječje pjesme i priče, pjesme o ljubavi i igrokaze.
Pjesnički dar Katarine Firanj primijećen je još u njenom djetinjstvu. Namjeravala je postati učiteljicom, no voljom roditelja ostala je na salašu. Pjesme je objavila u Liri naivi, Miroljubu, Subotičkoj Danici, Zvoniku, te u zborniku pjesničkih susreta u Rešetarima. Neki od igrokaza su joj uprizoreni. Pjesme su joj prvi put sabrane i objavljene u knjizi 2014. godine koju je objavio novosadski izdavač, a uredio David Kecman Dako. Zbirka lirskih pjesama nosi ime Žagor iz opaklije, a čine ju četiri ciklusa: Besanje, Snop, Šapat bagrema i Kolivka. Pjesme su napisane ikavicom bunjevačkih Hrvata. "Na stranicama ove knjige sabrala se ljubav, radost, zavičaj, nezacjeljiva mjesta boli. Jedan i jedinstveni život sazdan od mnogih svitanja u nepreglednom prostoru u čijem je središtu mali salaš u Nenadiću." (urednik David Kecman o zbirci).